# Cratere Zach
Zach è un cratere lunare intitolato all'astronomo austriaco Franz Xaver von Zach. È situato nell'emisfero meridionale della Luna, pesantemente craterizzato. A nord vi è il cratere Lilius, mentre a sudest si trova il cratere Pentland e a sud il più grande cratere Curtius. Osservato dalla Terra il cratere ha un'apparenza oblunga, dovuta alla visione scorciata.
Le pareti interne del cratere sono coperte da terrazze sporgenti, mentre parti della parete esterna sono solcate da crateri minori. Ci sono crateri adiacenti attaccati alle parti nordorientale, sudoccidentale e meridionale del bordo. C'è anche una coppia di crateri sovrapposti sul bordo nordoccidentale. Il fondo è relativamente piano con pochi crateri minori ed un doppio sperone centrale a nord.

## Crateri correlati
Alcuni crateri minori situati in prossimità di Zach sono convenzionalmente identificati, sulle mappe lunari, attraverso una lettera associata al nome.
| Zach | Latitudine | Longitudine | Diametro |
| ---- | ---------- | ----------- | -------- |
| A    | 62,5° S    | 5,1° E      | 36 km    |
| B    | 58,6° S    | 3,0° E      | 32 km    |
| C    | 58,5° S    | 1,3° E      | 13 km    |
| D    | 62,1° S    | 7,9° E      | 32 km    |
| E    | 59,4° S    | 6,3° E      | 24 km    |
| F    | 60,0° S    | 3,2° E      | 28 km    |
| G    | 58,4° S    | 0,5° E      | 6 km     |
| H    | 59,0° S    | 2,9° E      | 7 km     |
| J    | 57,4° S    | 4,7° E      | 11 km    |
| K    | 57,4° S    | 6,2° E      | 9 km     |
| L    | 58,1° S    | 6,9° E      | 16 km    |
| M    | 57,1° S    | 7,0° E      | 5 km     |